# Remimazolam
Il remimazolam è uno psicofarmaco appartenente alla categoria delle imidazobenzodiazepine.
Il farmaco è stato sviluppato da PAION AG in collaborazione con diversi licenziatari regionali come alternativa al midazolam a breve durata d'azione, per l'uso nell'induzione dell'anestesia e nella sedazione cosciente per procedure invasive minori. È stato riscontrato che il remimazolam ha sia un inizio più rapido che una durata più breve rispetto al midazolam; inoltre studi clinici sull'uomo hanno mostrato un tempo di recupero più rapido e una farmacocinetica prevedibile e coerente, suggerendo alcuni vantaggi rispetto ai farmaci esistenti per queste applicazioni.
Remimazolam è stato approvato dalla FDA per uso medico negli Stati Uniti nel luglio 2020, e nell'Unione Europea nel marzo 2021.

## Usi medici
Remimazolam è indicato per l'induzione e il mantenimento della sedazione procedurale negli adulti della durata di 30 minuti o meno.

## Effetti collaterali
Gli effetti collaterali più comuni per la sedazione procedurale includono pressione sanguigna bassa, pressione alta, ipertensione diastolica, ipertensione sistolica, basso livello di ossigeno nel sangue e ipotensione diastolica.